# Associação Nacional dos Bancos de Investimento

A Associação Nacional dos Bancos de Investimento ou (ANBID) foi a principal representante das instituições financeiras que operam no mercado de capitais brasileiro, tendo como objetivo buscar seu fortalecimento como instrumento fomentador do desenvolvimento do país. Em 21 de outubro de 2009, integrou suas atividades às da Andima, criando assim a Associação Brasileira das Entidades dos Mercados Financeiro e de Capitais (Anbima)